# نهر سان خوان (نيكاراغوا)
سان خوان The San Juan أو بالإسبانية Río San Juan هو نهر يبلغ طوله 180 كم (110 ميل) ويتدفق من بحيرة نيكاراغوا في البحر الكاريبي، ويطل البحر على حدود دولتي نيكاراغوا وكوستاريكا، ولكن لا يحق لكوستريكا استخدام مياه النهر للنقل التجاري وفق معاهدة كانياس خيريز.
قبل افتتاح مشروع قناة بنما كان لنهر سان خوان أهمية كبيرة في حركة الملاحة التجارية في المنطقة، باعتباره خطاً رئيسياً لنقل البضائع من المحيط الأطلسي إلى المحيط الهادئ. وقد تم نقل الكثير من العبيد الأفارقة قبل عقود عبر هذا الطريق، خاصة خلال حمى البحث عن الذهب في كاليفورنيا الأمريكية. وتعتبر مياه نهر سان خوان موطن لأسماك قرش الثور في المياه العذبة بالإضافة إلى كثير من الكائنات البحرية، ويحتوي النهر على تنوع بيولوجي كبير.

## منحدرات النهر
يحتوي النهر عبر امتداده من البحر الكاريبي حتى بحيرة نيكاراغوا على العديد من المنحدرات، ومن أبرزها:
- منحدر دي ماتشوكا
- منحدر ديل ميكو
- منحدر لوس فالوس
- منحدر دي كاسيلو
- منحدر ديل تورو